# Georg Stage
Георг Стаге (дат. Georg Stage) — датский трёхмачтовый корабль, построенный в 1934 г.